# Gley Lancer
Gley Lancer (ou Advanced Busterhawk Gleylancer) est un jeu vidéo de shoot them up sorti en 1992 sur Mega Drive exclusivement au Japon, puis en 2008 dans tous les catalogues (monde) de la Console virtuelle (Wii). Le jeu a été développé par Masaya et édité par NCS Corporation.